# Suceava
Suceava est une ville du  nord-est de la Roumanie, chef-lieu et la plus grande ville du județ de Suceava, dans les régions historiques de Bucovine et Moldavie occidentale. À la fin du Moyen Âge, c'est-à-dire entre 1388 et 1564 (ou de la fin du XIVe à la fin du XVIe siècle), cette ville de taille moyenne était la capitale de la Principauté de Moldavie. La ville est également connue pour sa forteresse médiévale (en roumain : Cetatea de Scaun a Sucevei) qui est une attraction touristique locale et nationale renommée.
En 2022, elle comptait 84 308 habitants.

## Toponymie
Suceava s'écrivait en ancienne écriture moldave Сȣчαϐα, en allemand Sedschopff, Sotschen, Sutschawa ou Suczawa, en polonais Suczawa, en yiddish שאָץ/Šoț, en hongrois Szucsáva, en ukrainien Сучава.

## Histoire
Le territoire actuel de la ville de Suceava (et de ses alentours) fut déjà habité au Paléolithique. Il existe aussi des traces d'un oppidum dace vers le IIe siècle. Pendant la période des migrations vers l'ouest, un établissement autochtone (Carpes, puis civilisation de Dridu) a subsisté, avec des interruptions, sous les dominations successives des Goths, des Huns, des Slaves (Tivertses, Oulitches), des Magyars, des Petchénègues, des Iasses et des Coumans.
Suceava apparaît dans les documents au XIIIe siècle, comme fortification du voïvodat de Strășineț (aujourd'hui Storozhinets en Ukraine), mentionné comme vassal et allié de la principauté de Galicie-Volhynie.
Après 1359, lorsque la Moldavie devient une principauté indépendante, Suceava en est la capitale depuis le temps d'Étienne le Grand (qui la fortifie) jusqu'à 1566, lorsqu'elle perd cette fonction au profit de Iași (qui doit son nom aux Iasses).
C'est à partir de la fin du Moyen Âge, entre le XIVe et le début du XVe siècle, qu'une très grande communauté arménienne s'installe dans la ville et en devient rapidement une des populations principales.
Suceava reste néanmoins le cœur historique de la Moldavie et la capitale de la partie nord du pays (Țara de Sus) jusqu'en 1775 lorsque le nord-ouest de la Moldavie est annexé par l'empire d'Autriche et nommé Bucovine.
Suceava n'est pas la capitale du nouveau duché de Bucovine, celle-ci étant établie à Cernăuți, précédemment un simple village que les Autrichiens transforment en ville colonisée par des germanophones (Allemands et Juifs) et aussi par des Ruthènes. Dès lors, Suceava n'est qu'une ville mineure de transit entre l'Empire austro-hongrois et le Vieux Royaume roumain (roumain : Vechiul Regat, allemand : Altreich), jusqu'au rattachement de la Bucovine à la Roumanie en 1918.
Tout au long de l'entre-deux-guerres, Suceava connait un développement infrastructurel supplémentaire au sein du Royaume de Roumanie alors élargi. À partir des années 1950 (concomitamment à la montée du communisme en Roumanie), Suceava a été fortement industrialisée et une part importante de bâtiments historiques de son centre historique (y compris l'ensemble de la Franz Josef Straße), est démoli est remplacé par des immeubles de types Plattenbau sur ordre des anciens responsables communistes.
Après la révolution roumaine de 1989, la ville connait une désindustrialisation ce qui entraîne un déclin économique et démographique.

## Géographie
La ville est construite sur les deux rives de la rivière Suceava. Cette rivière, longue de 170 km, prend sa source dans le massif Lucina.
Suceava se trouve à 149 km avant que la rivière ne se jette dans le Siret.

### Position
La ville de Suceava se situe dans le nord-est de la Roumanie à une distance de 432 km de la capitale Bucarest.

### Villes proches
Ces villes sont les capitales des régions proches de Suceava :
- Botoșani (42 km)
- Piatra Neamț (106 km)
- Bistrița (132 km)
- Iași (151 km)
- Vaslui (216 km)

Autres villes du județ de Suceava :
- Fălticeni (25 km)
- Rădăuți (37 km)
- Gura Humorului (37 km)
- Siret (45 km)
- Vicovu de Sus (57 km)
- Câmpulung Moldovenesc (70 km)
- Solca (50 km)
- Vatra Dornei (112 km)

## Démographie

### 1900 en Autriche-Hongrie
En 1900, alors que la ville était encore sous administration impériale autrichienne, sa population totale s'élevait à 10 955 habitants. Parmi ceux-ci, 61,5% ont déclaré que leur langue maternelle était l'allemand (c'est-à-dire l'allemand standard ou Hochdeutsch), suivi du roumain avec 25,38% et du ruthène (ou ukrainien) avec 5,46%. 

### 1930 dans le Royaume de Roumanie
20 ans plus tard, alors que la ville était déjà passée au Royaume de Roumanie, le recensement roumain de 1930 a enregistré une population qui s'élevait à environ 17 000 habitants avec la composition ethnolinguistique suivante :
- Roumains : 61,5 %
- Juifs : 18,7 %
- Allemands (c'est-à-dire Allemands de Bucovine) : 13,9%
- Polonais : 2,6 %
- Autres groupes ethniques (notamment les Lipovènes, les Ukrainiens, les Hongrois et les Arméniens) : 3,3 %[6]

### 1941 dans le Royaume de Roumanie
Le recensement roumain de 1941, pendant la Seconde Guerre mondiale, a enregistré une population qui s'élevait à 13 744 habitants avec la composition ethnolinguistique suivante :
- Roumains : 8 823 (ou 64,19%)
- Allemands (c'est-à-dire Allemands de Bucovine) : 709 (ou 5,15%)
- Hongrois : 28 (ou 0,20%)
- Autres groupes ethniques (notamment les Lipovènes, les Ukrainiens, les Polonais, les Juifs et les Arméniens) : 4 184 (ou 30,44%)

### Pendant la Roumanie communiste et après
Peu de temps après la fin de la Seconde Guerre mondiale, les minorités ethniques (principalement des Allemands et des Juifs mais aussi des Polonais) ont considérablement et progressivement diminué de Suceava. Cependant, pendant le communisme, la population globale de la ville augmente (comme c'était le cas général des autres villes et villages de Roumanie ainsi que la population totale du pays compte tenu des politiques pro-natalistes du régime du dictateur Nicolae Ceaușescu).
Après la révolution roumaine de 1989 (comme c'était le cas général de la population totale du pays), la population de Suceava diminue une fois de plus compte tenu de l'émigration constante à la fois à l'étranger ou vers d'autres villes plus développées de Roumanie.
Selon les données du recensement de 2011, Suceava avait une population de 92 121 habitants, une diminution par rapport au chiffre enregistré lors du recensement de 2002 (106 138), ce qui en fait la 23e plus grande agglomération urbaine de Roumanie à cette époque. De plus, la composition ethnique était la suivante:
- Roumains : 98,3 %
- Roms (Tsiganes) : 0,7 %
- Ukrainiens : 0,3 %
- Allemands (dont les Allemands de Bucovine): 0,2%
- Polonais : 0,1 %
- Lipovènes : 0,1 %
- Autres groupes ethniques (notamment les Hongrois, les Juifs et les Arméniens) : 0,3 %

En 2022, selon les données du recensement de 2021, Suceava avait une population de 84 308 habitants.

## Transports
La ville est traversée par deux routes européennes, la E58 et la E576.
Il y a également quatre routes nationales, la DN2, la DN17, la DN29 et la DN29A.
La ville de Suceava est desservie par 3 gares : Suceava Nord, Suceava Vest, et Gara Burdujeni.
Il existe un réseau de bus urbains. Les principaux véhicules sont des Irisbus Citelis qui desservent bien les quartiers de la ville.
Il existe aussi un aéroport international, l'aéroport « Ștefan cel Mare ». Il est situé à 12 kilomètres à l'est de la ville de Suceava.

## Jumelages
- Sosnowiec (Pologne) depuis 2003[8]
- Tchernivtsi (Ukraine) depuis 2003[8]
- Laval (France)[9] depuis 2010
- Soroca (Moldavie) depuis 2018[10]
- Guizhou (Chine) [11]
- Haïfa (Israël)[12]

## Personnalités
- Eugeniu P. Botez (1874–1933), (nom de plume Jean Bart), écrivain
- Meir Shapiro (1887-1933), rabbin hassidique et député à la Diète polonaise (1922 à 1927)
- Eugen Bejinariu, (1959-), économiste et homme d'État roumain
- Liliana Gafencu (1975-), triple championne olympique d'aviron
- Dorin Goian (1980-), joueur de football
- Sonia Ursu-Kim (1993-), joueuse de basket-ball

## Architecture religieuse
- Église Saint-Siméon de Suceava
- Église Sainte-Croix des Arméniens de Suceava
- Monastère arménien de Zamca

## Galerie

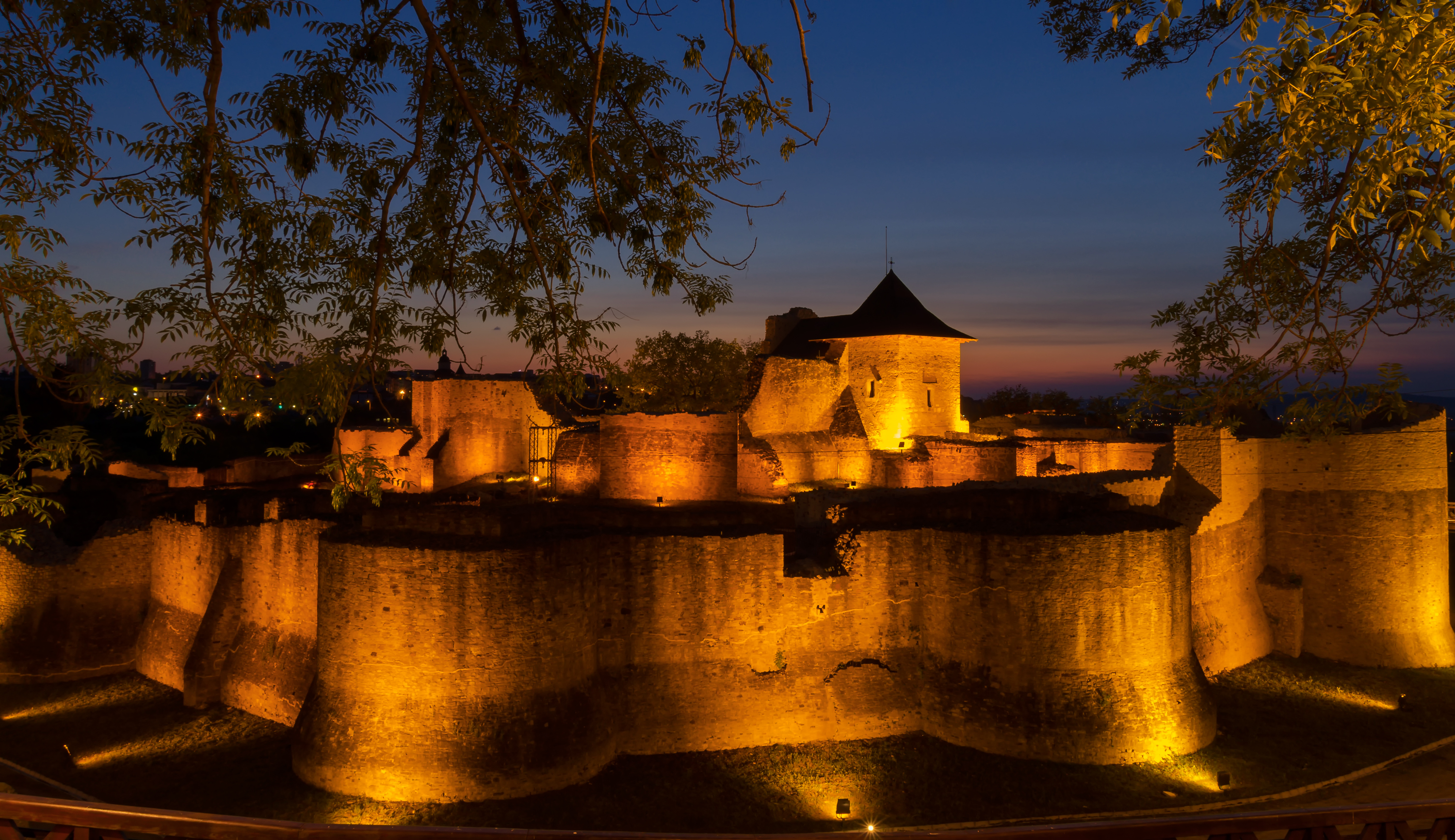
La forteresse médiévale de Suceava
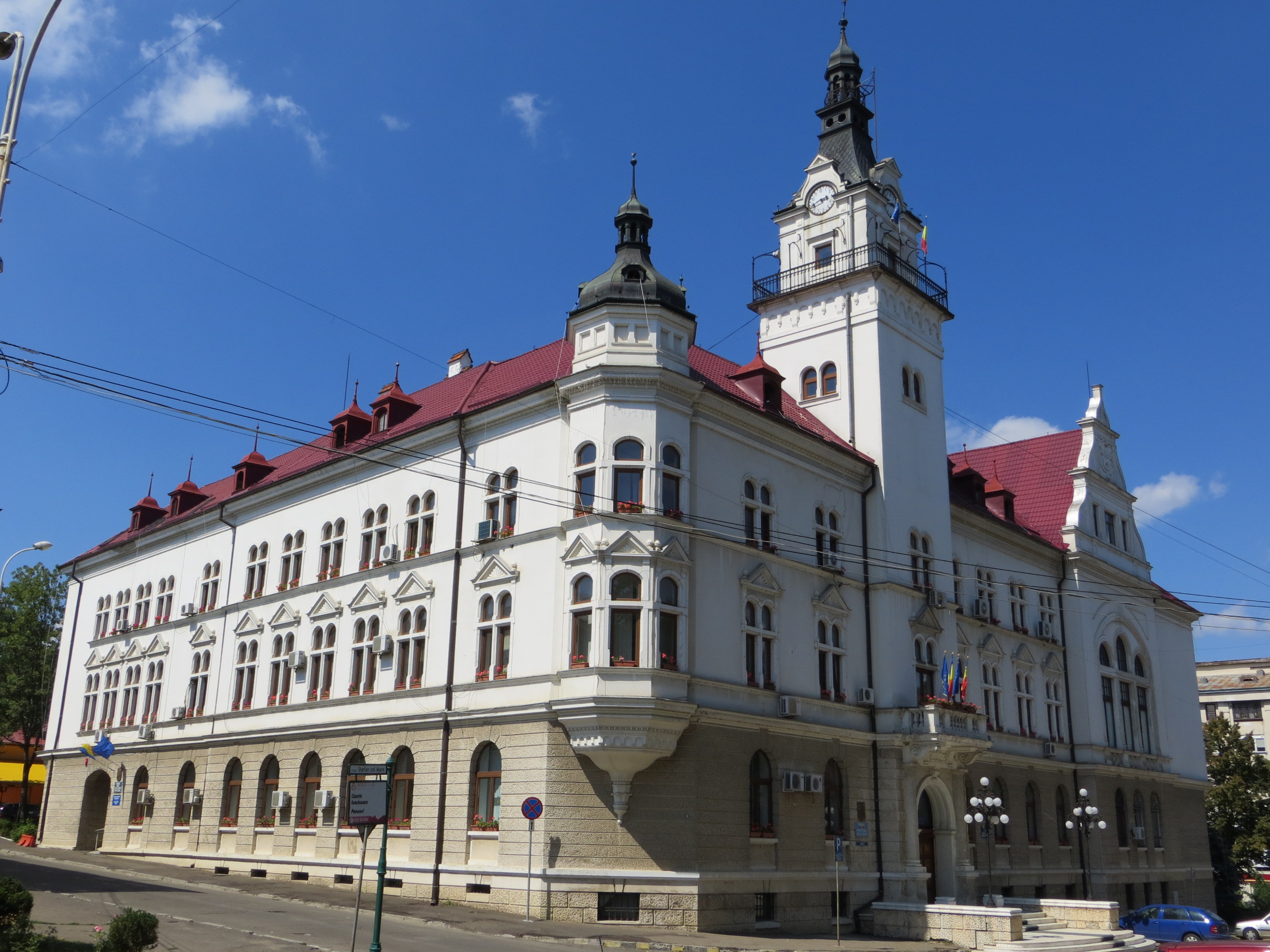
Le palais administratif du Suceava (1903-1904)
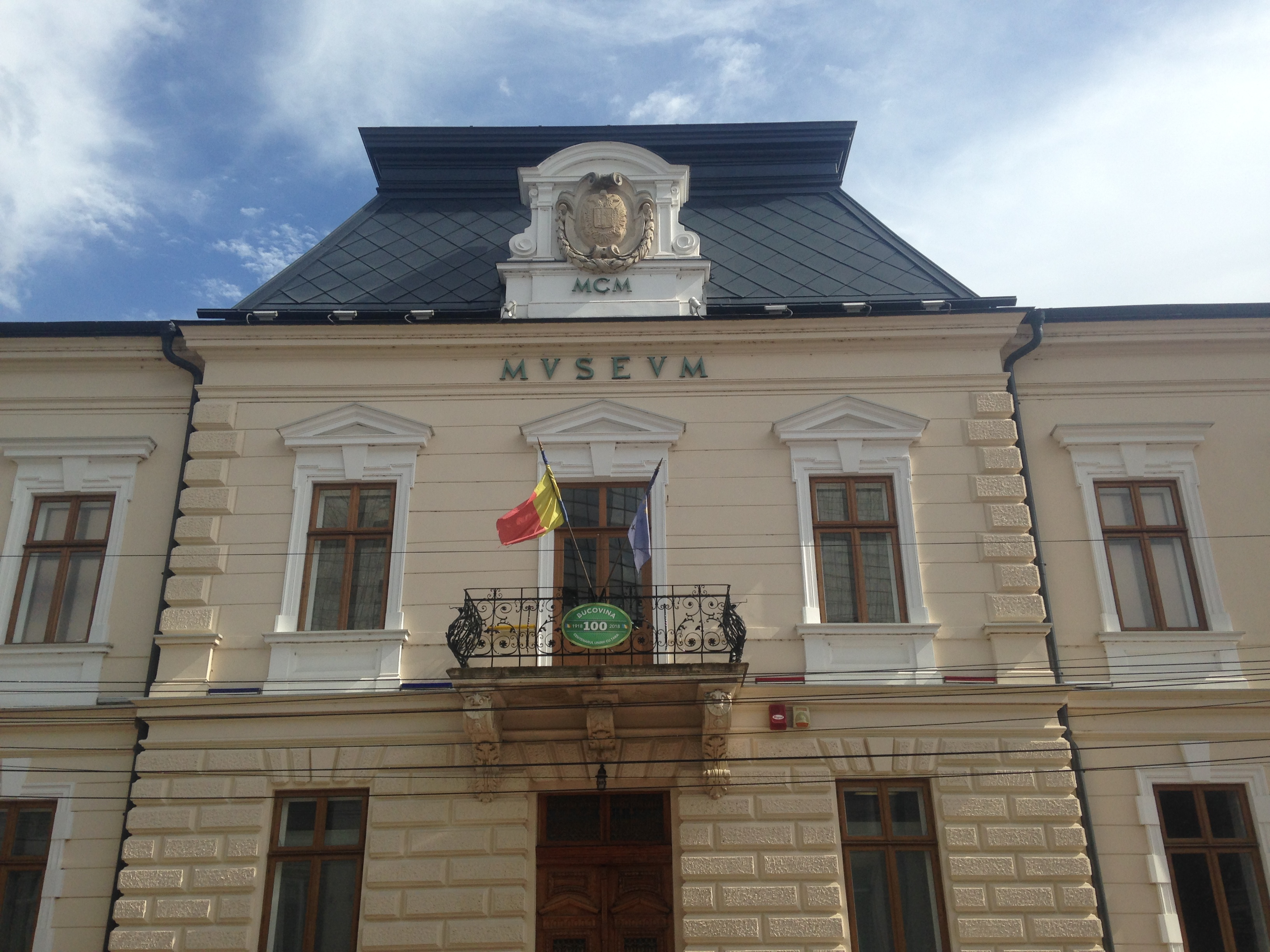
L'entrée du musée d'histoire de Bucovine
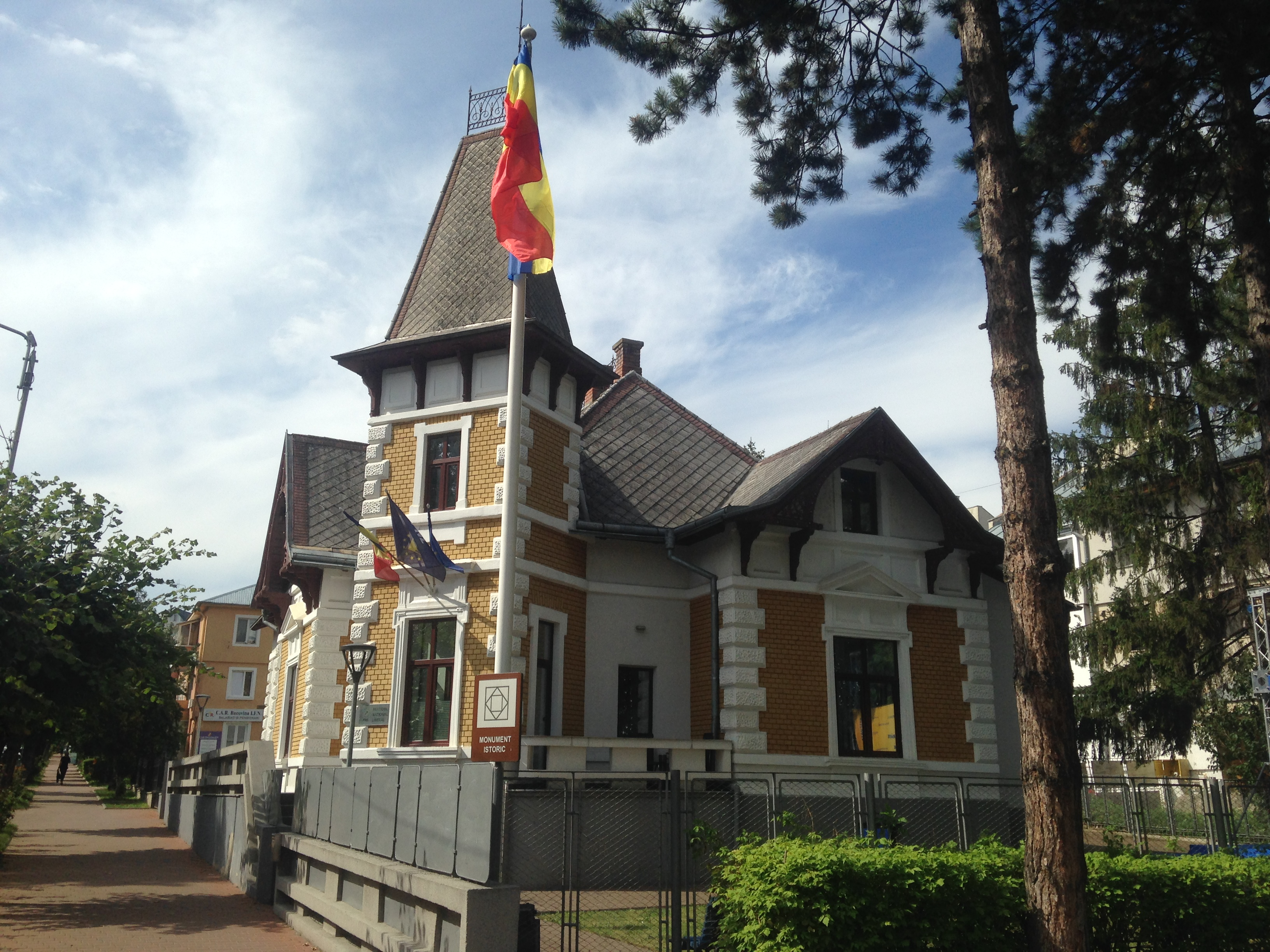
Maison historique dans le centre-ville
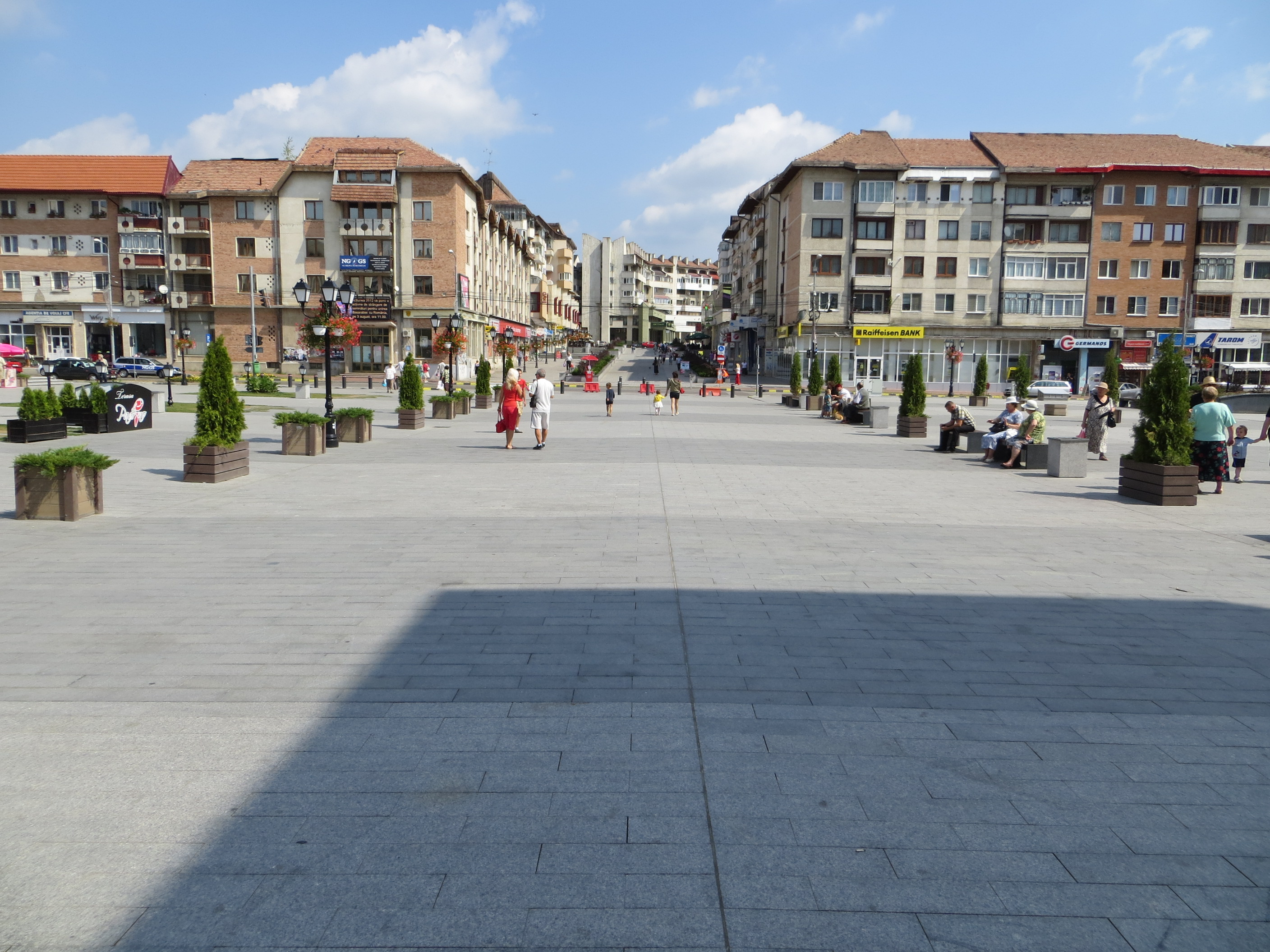
Place du 22 décembre dans le centre-ville
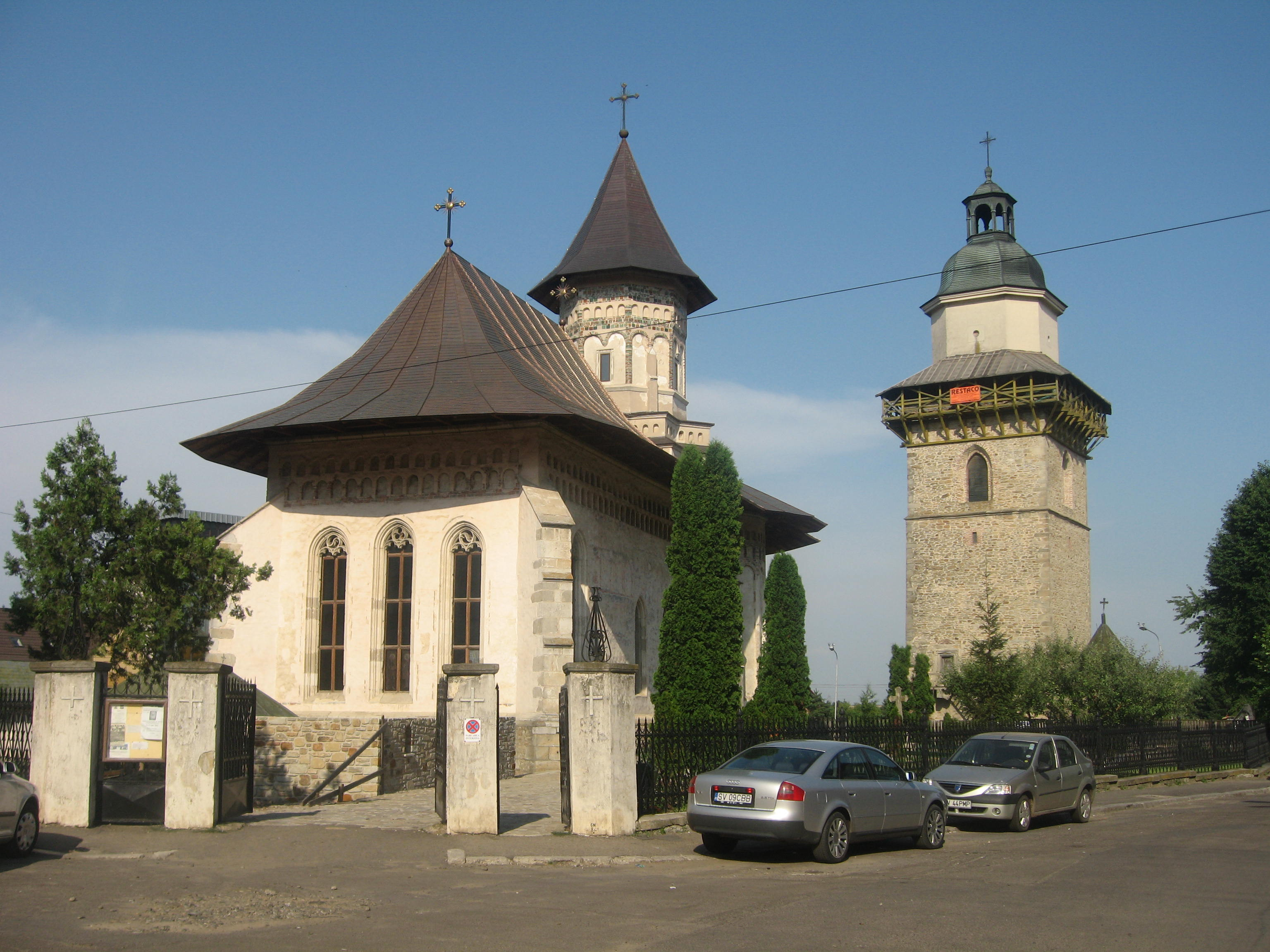
Église orthodoxe Saint-Démétrius
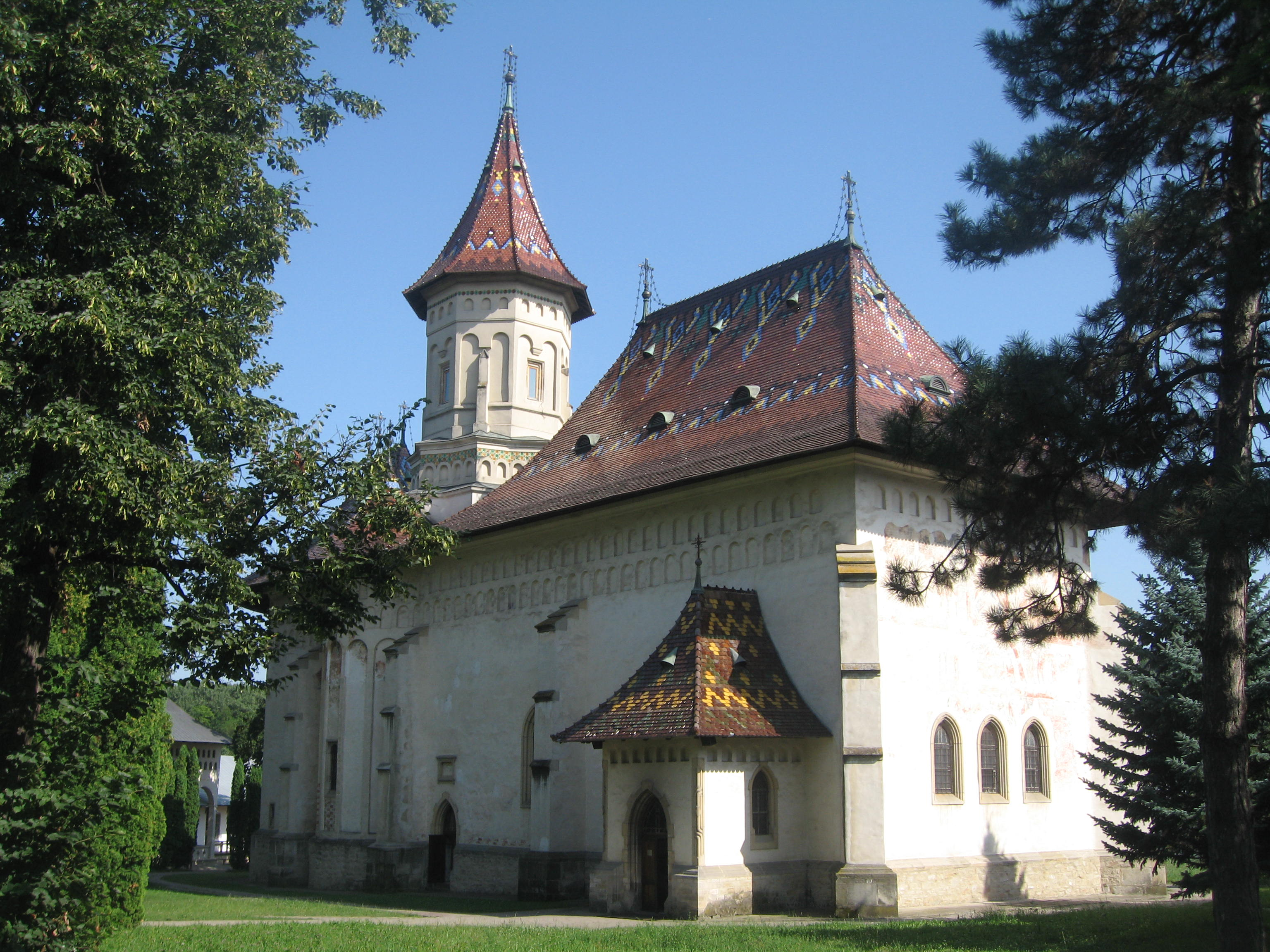
Monastère orthodoxe Saint-Jean-le-Nouveau
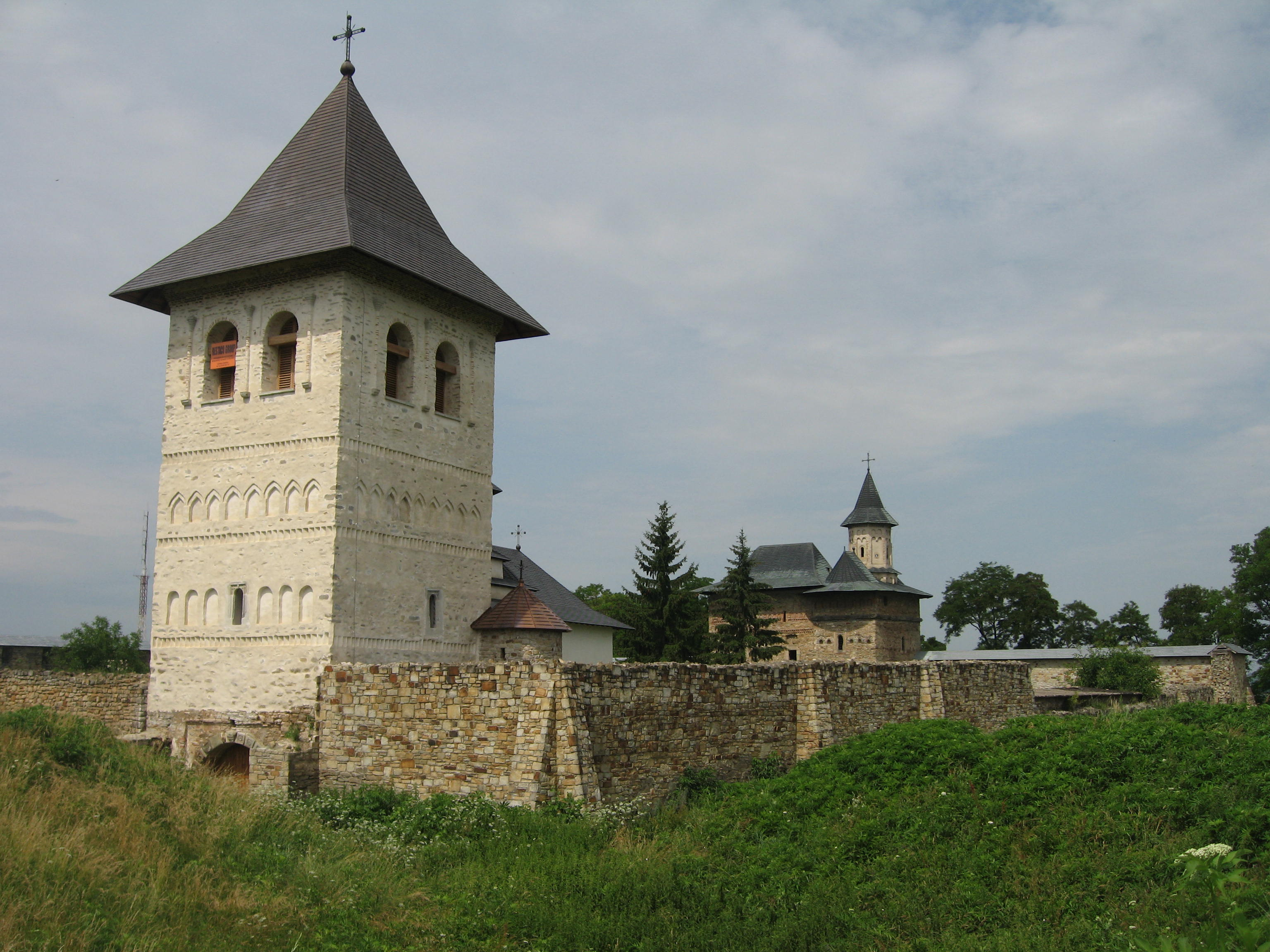
Monastère de Zamca
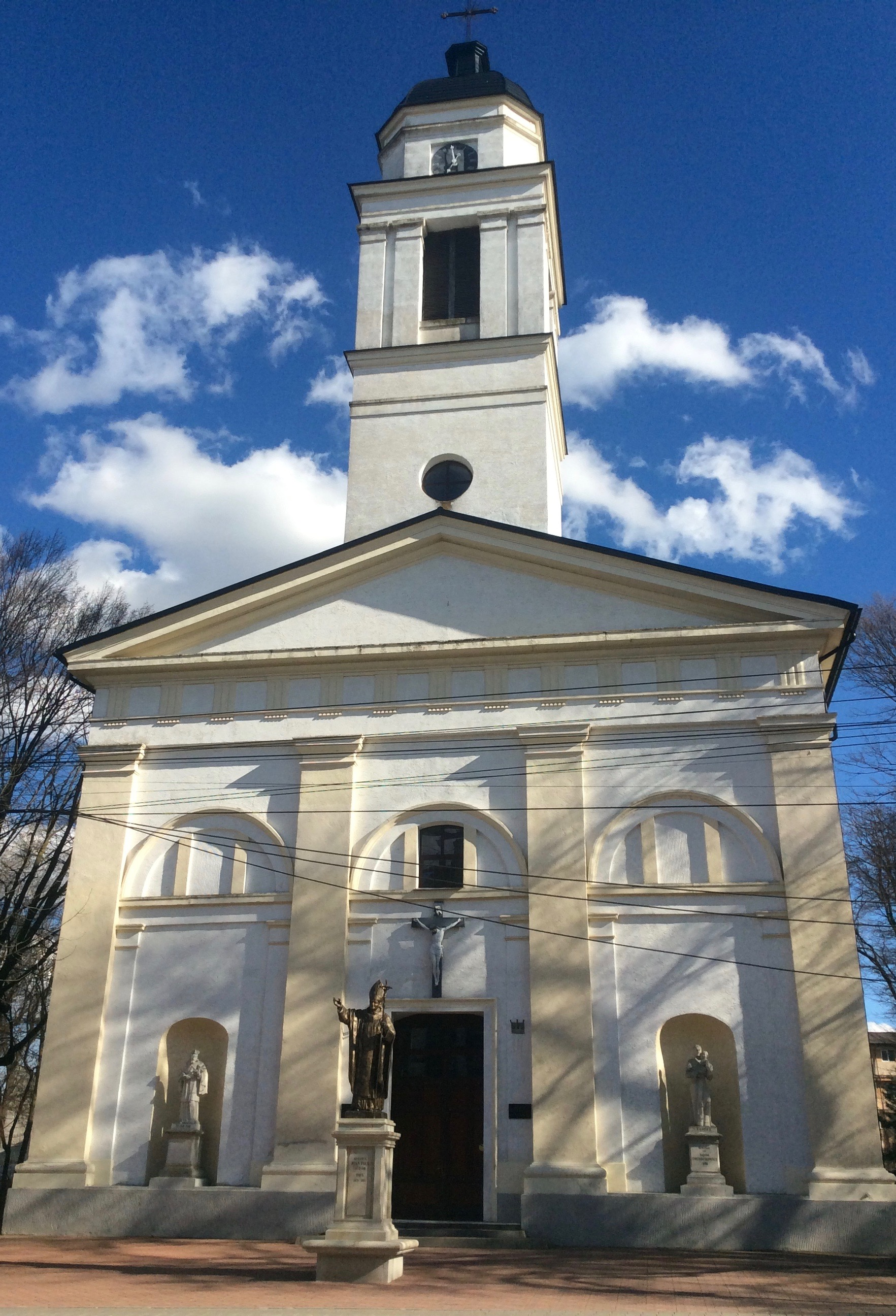
Église catholique romaine Saint-Jean de Népomucène
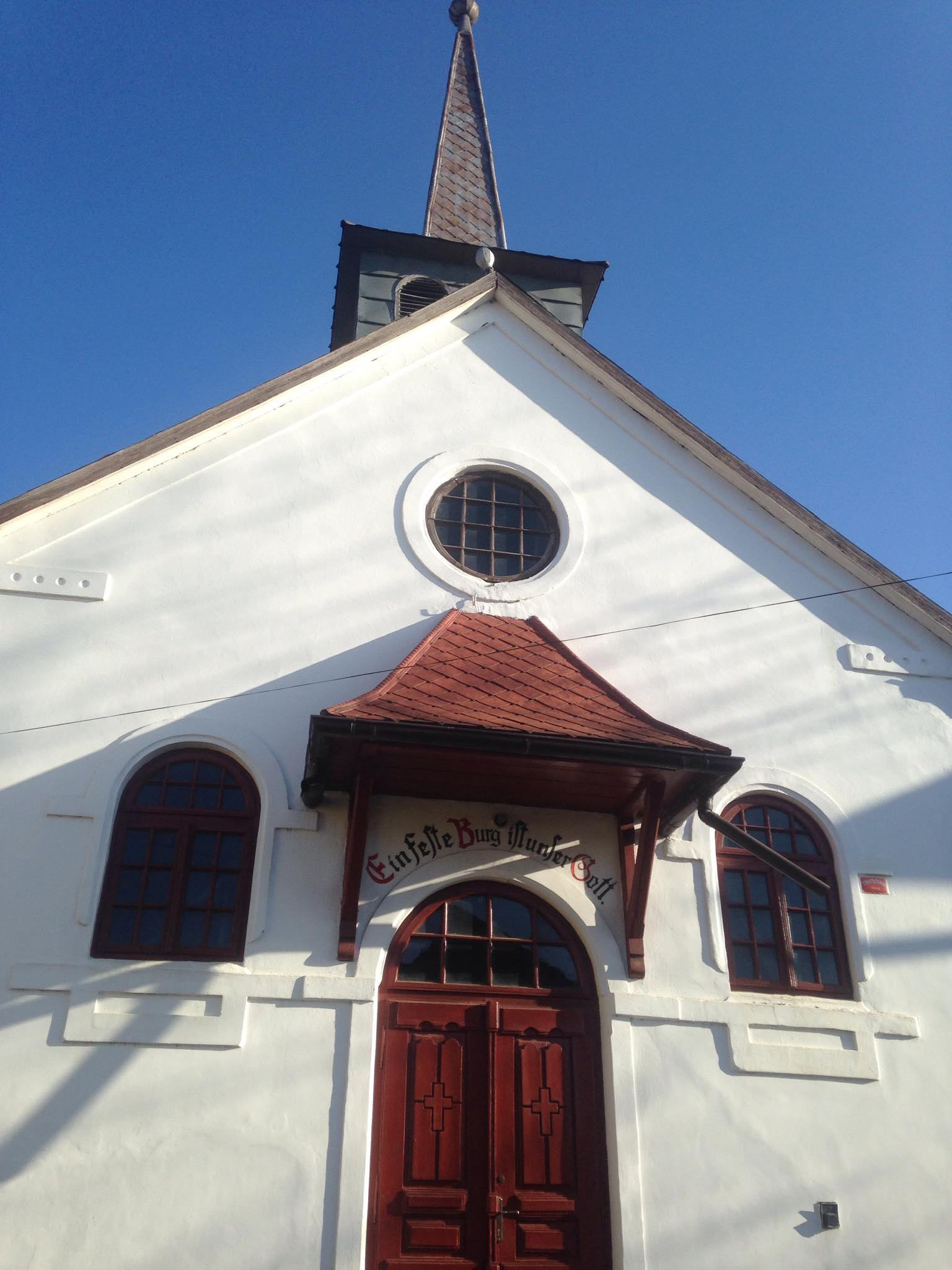
Église protestante